# Leichtathletik-Jugendeuropameisterschaften 2016
Die 1. Leichtathletik-Jugendeuropameisterschaften fanden vom 14. bis 17. Juli 2016 in der georgischen Hauptstadt Tiflis statt.
Am 3. Mai 2014 entschied sich die European Athletic Association (EAA) bei einem Treffen in Frankfurt am Main für Tiflis als Ausrichter der Jugendeuropameisterschaften. Tiflis setzte sich mit seiner Bewerbung gegen die Italienische Stadt Rieti durch.
Der Deutsche Leichtathletik-Verband (DLV) nominierte 49 Nachwuchsathleten, 26 Sportlerinnen und 23 Sportlern, wobei neun der Nachwuchstalente sich unter den ersten Drei der europäischen U18-Bestenliste befanden und ein großer Teil der Mannschaft schon bei den ersten Deutschen U16-Meisterschaften 2014 in Köln erfolgreich war. Das DLV-Team holte zehn Medaillen und belegte in der Nationenwertung den ersten Platz.

## Ergebnisse

### Jungen

#### 100 m
| Platz | Athlet             | Land | Zeit (s)  |
| ----- | ------------------ | ---- | --------- |
| 1     | Marvin Schulte     | GER  | 10,56 PB  |
| 2     | Henrik Larsson     | SWE  | 10,57 PB  |
| 3     | Samuel Purola      | FIN  | 10,62 =PB |
| 4     | Milo Skupin-Alfa   | GER  | 10,65     |
| 5     | Lauri Tuomilehto   | FIN  | 10,72     |
| 6     | Damian Sztejkowski | POL  | 10,83     |
| 7     | David McDonald     | IRL  | 10,83     |
| 8     | Sergio López       | ESP  | 10,84     |

#### 200 m
| Platz | Athlet              | Land | Zeit (s) |
| ----- | ------------------- | ---- | -------- |
| 1     | Jona Efoloko        | GBR  | 21,15 SB |
| 2     | Kasper Kadestål     | SWE  | 21,18 PB |
| 3     | Pol Retamal         | ESP  | 21,24    |
| 4     | Henrik Larsson      | SWE  | 21,30 PB |
| 5     | Samuel Purola       | FIN  | 21,50    |
| 6     | Frieder Scheuschner | GER  | 21,51    |
| 7     | Matěj Krsek         | CZE  | 21,69    |
| 8     | Mario Marchei       | ITA  | 21,77    |

#### 400 m
| Platz | Athlet             | Land | Zeit (s) |
| ----- | ------------------ | ---- | -------- |
| 1     | Ihar Subko         | BLR  | 47,16 PB |
| 2     | Mihai Pîslaru      | ROU  | 47,46    |
| 3     | Mahsum Korkmaz     | TUR  | 47,69    |
| 4     | Jonathan Sacoor    | BEL  | 47,71 PB |
| 5     | Sven Van Den Bergh | BEL  | 47,84    |
| 6     | Iļja Petrušenko    | LAT  | 48,03 PB |
| 7     | Ellis Greatrex     | GBR  | 48,17    |
| 8     | Klaudio Gjetja     | ITA  | 48,45    |

#### 800 m
| Platz | Athlet           | Land | Zeit (min) |
| ----- | ---------------- | ---- | ---------- |
| 1     | George Mills     | GBR  | 1:48,82 PB |
| 2     | Andrea Romani    | ITA  | 1:49,58    |
| 3     | Simone Barontini | ITA  | 1:49,78    |
| 4     | Kevin McGrath    | IRL  | 1:50,51    |
| 5     | Markhim Lonsdale | GBR  | 1;51,10    |
| 6     | Eduardo Romero   | ESP  | 1:52,13    |
| 7     | Eliott Crestan   | BEL  | 1:52,68    |
| 8     | Elzan Bibić      | SRB  | 1:56,12    |

#### 1500 m
| Platz | Athlet            | Land | Zeit (min) |
| ----- | ----------------- | ---- | ---------- |
| 1     | Jake Heyward      | GBR  | 4:00,64    |
| 2     | Pierre Proust     | FRA  | 4:01,62    |
| 3     | Enrique Herreros  | ESP  | 4:02,06    |
| 4     | Moïse Rususuruka  | SUI  | 4:02,47    |
| 5     | Robert Crowley    | IRL  | 4:02,77    |
| 6     | Jonathan Schmidt  | GER  | 4:02,83    |
| 7     | Loic Nassi        | FRA  | 4:02,87    |
| 8     | Charlie O’Donovan | IRL  | 4:03,90    |

#### 3000 m
| Platz | Athlet                       | Land | Zeit (min) |
| ----- | ---------------------------- | ---- | ---------- |
| 1     | Elzan Bibić                  | SRB  | 8:09,06    |
| 2     | Annasse Mahboub El Hamdouini | ESP  | 8:20,20 PB |
| 3     | Adrian Garcea                | ROU  | 8:20,94 PB |
| 4     | Mohamed Mohumed              | GER  | 8:23,14 PB |
| 5     | Isaac Akers                  | GBR  | 8:23,68    |
| 6     | Tomi Lehto                   | FIN  | 8:26,31 PB |
| 7     | Ouassan Oumaiz               | ESP  | 8:29,75 PB |
| 8     | Antonio Catallo              | ITA  | 8:32,98 PB |

#### 110 m Hürden
| Platz | Athlet              | Land | Zeit (s)      |
| ----- | ------------------- | ---- | ------------- |
| 1     | Dániel Eszes        | HUN  | 13,39 WYL NYR |
| 2     | Tuur Bras           | BEL  | 13,42 PB      |
| 3     | Jason Nicholson     | GBR  | 13,45 PB      |
| 4     | Ethan Akanni        | GBR  | 13,53 PB      |
| 5     | Mattia Di Panfilo   | ITA  | 13,55         |
| 6     | Sales Junior Inglin | SUI  | 13,63         |
| 7     | Joel Bengtsson      | SWE  | 14,03         |
| 8     | Alex Clarkin        | IRL  | 14,14         |

#### 400 m Hürden
| Platz | Athlet             | Land | Zeit (s) |
| ----- | ------------------ | ---- | -------- |
| 1     | Alessandro Sibilio | ITA  | 51,46 PB |
| 2     | Aleix Porras       | ESP  | 51,56    |
| 3     | Emil Agyekum       | GER  | 51,80 PB |
| 4     | Charles Lego       | FRA  | 52,09 PB |
| 5     | Tom Schröder       | GER  | 52,54    |
| 6     | Ierótheos Drítsas  | GRE  | 52,78    |
| 7     | Alex Knibbs        | GBR  | 53,02 PB |
| 8     | Valentin Herman    | FRA  | 53,72    |

#### 2000 m Hindernis
| Platz | Athlet             | Land | Zeit (min) |
| ----- | ------------------ | ---- | ---------- |
| 1     | Tim Van de Velde   | BEL  | 5:53,77    |
| 2     | Stefan Schmid      | AUT  | 5:54,79 PB |
| 3     | Rémi Schyns        | BEL  | 5:55,06 PB |
| 4     | Tomi Lehto         | FIN  | 5:57,49 PB |
| 5     | Garik Umurschatjan | ARM  | 5:59,32 PB |
| 6     | Rafał Pogorzelski  | POL  | 6:00,67    |
| 7     | Jaouad Hssini      | ESP  | 6;03,97    |
| 8     | Timothee Mischler  | FRA  | 6:04,15    |

#### Sprint-Staffel (100 m – 200 m – 300 m – 400 m)
| Platz | Land       | Athleten                                                             | Zeit (min) |
| ----- | ---------- | -------------------------------------------------------------------- | ---------- |
| 1     | Italien    | Lorenzo Paissan Mario Marchei Alessandro Sibilio Andrea Romani       | 1:52,78    |
| 2     | Spanien    | Sergio López Jesús Gómez Pol Retamal Ivan Alba                       | 1:53,62    |
| 3     | Polen      | Damian Sztejkowski Rafał Pająk Szymon Kreft Maciej Wójcik            | 1:53,80    |
| 4     | Ukraine    | Wasyl Makuch Oleksandr Sawenko Wasyl Paslawskij Jaroslaw Demtschenko | 1:54,18    |
| 5     | Ungarn     | Milán Pisch Dániel Eszes Richárd Martinek Dennis Jagodics            | 1:55,36    |
| 6     | Tschechien | Jan Vácha Štěpán Hampl Jan Klíma Ondřej Chloupek                     | 1:55,37    |
| 7     | Schweden   | Joel Bengtsson Michael Nyabako Carl Bengtström Arvid Gustafsson      | 1:56,29    |
|       | Slowenien  | Žiga Kopač Gal Kumar Lovro Mesec Košir Jure Grkman                   | DNF        |

#### 10.000 m Bahngehen
| Platz | Athlet               | Land | Zeit (min)  |
| ----- | -------------------- | ---- | ----------- |
| 1     | Łukasz Niedziałek    | POL  | 44:06,49 PB |
| 2     | Abdulselam İmük      | TUR  | 45:30,41    |
| 3     | David Kuster         | FRA  | 45:42,09 PB |
| 4     | José Manuel Pérez    | ESP  | 45:56,98 PB |
| 5     | Yeóryios Tzatzimákis | GRE  | 46:00,19    |
| 6     | Daniel Jimeno        | ESP  | 46:13,71    |
| 7     | Daumantas Lutinskis  | LTU  | 46:24,87 SB |
| 8     | Bálint Sárossi       | HUN  | 46:31,19 PB |

#### Hochsprung
| Platz | Athlet           | Land | Höhe (m)     |
| ----- | ---------------- | ---- | ------------ |
| 1     | Lucas Mihota     | GER  | 2,18 =WYL PB |
| 2     | Andonis Merlos   | GRE  | 2,16 =PB     |
| 3     | Dmytro Nikitin   | UKR  | 2,16 SB      |
| 4     | Jasmin Halili    | SRB  | 2,11 PB      |
| 5     | Bob Makani       | FRA  | 2,11         |
| 6     | Thomas Carmoy    | BEL  | 2,07         |
| 7     | Luca Meinke      | GER  | 2,07         |
| 8     | Dominik Pázmándi | HUN  | 2,07         |
| 8     | Joel Khan        | GBR  | 2,07         |

#### Stabhochsprung
| Platz | Athlet               | Land | Höhe (m) |
| ----- | -------------------- | ---- | -------- |
| 1     | Emmanouil Karalis    | GRE  | 5,45     |
| 2     | Bo Kanda Lita Baehre | GER  | 5,30     |
| 3     | Sondre Guttormsen    | NOR  | 5,05 NYR |
| 4     | Taras Schewtsow      | UKR  | 4,95 PB  |
| 5     | Thibaut Collet       | FRA  | 4,95 PB  |
| 6     | Riccardo Klotz       | AUT  | 4,80     |
| 7     | Isidro Leyva         | ESP  | 4,80     |
| 8     | Denis Babič          | SLO  | 4,65     |

#### Weitsprung
| Platz | Athlet                      | Land | Weite (m) |
| ----- | --------------------------- | ---- | --------- |
| 1     | Panayiotis Mantzouroyiannis | GRE  | 7,60      |
| 2     | Enzo Hodebar                | FRA  | 7,54 PB   |
| 3     | Bogdan Ioan Sitoianu        | ROU  | 7,31 PB   |
| 4     | Jarod Biya                  | SUI  | 7,30      |
| 5     | Bartosz Gąbka               | POL  | 7,29 PB   |
| 6     | Vitali Rubenkov             | EST  | 7,27 PB   |
| 7     | Michael Obasuyi             | BEL  | 7,16 PB   |
| 8     | Vilém Stráský               | CZE  | 7,07      |

#### Dreisprung
| Platz | Athlet             | Land | Weite (m) |
| ----- | ------------------ | ---- | --------- |
| 1     | Martin Lamou       | FRA  | 16,03 PB  |
| 2     | Andrea Dallavalle  | ITA  | 15,74 PB  |
| 3     | Răzvan Grecu       | ROU  | 15,62 SB  |
| 4     | Carlos Kouassi     | SUI  | 14,99 SB  |
| 5     | Artur Malyschenko  | UKR  | 14,84     |
| 6     | Georgi Nachew      | BUL  | 14,78     |
| 7     | Jude Bright-Davies | GBR  | 14,78     |
| 8     | Jonathan Seremesi  | FRA  | 14,68     |

#### Kugelstoßen
| Platz | Athlet              | Land | Weite (m)    |
| ----- | ------------------- | ---- | ------------ |
| 1     | Odysseas Mouzenidis | GRE  | 21,51 WYL PB |
| 2     | Dsmitryj Karpuk     | BLR  | 21,24 PB     |
| 3     | Eero Ahola          | FIN  | 21,24        |
| 4     | Arttu Korkeasalo    | FIN  | 20,96 PB     |
| 5     | Badri Kimadse       | GEO  | 19,53        |
| 6     | Valentin Moll       | GER  | 18,79        |
| 7     | Michail Samuseu     | BLR  | 18,54        |
| 8     | Jakub Héža          | CZE  | 18,41 PB     |

#### Diskuswurf
| Platz | Athlet              | Land | Weite (m) |
| ----- | ------------------- | ---- | --------- |
| 1     | Giorgos Koniarakis  | CYP  | 62,16     |
| 2     | Tim Ader            | GER  | 60,84 PB  |
| 3     | Jan Vasco Bringmann | GER  | 60,62 PB  |
| 4     | Nermin Štitkovac    | BIH  | 58,34 PB  |
| 5     | Tom Reux            | FRA  | 58,20 PB  |
| 6     | James Tomlinson     | GBR  | 57,10     |
| 7     | Kornel Warzawski    | POL  | 56,70     |
| 8     | Casper Jørgensen    | DEN  | 56,16 PB  |

#### Hammerwurf
| Platz | Athlet              | Land | Weite (m)    |
| ----- | ------------------- | ---- | ------------ |
| 1     | Mychajlo Hawryljuk  | UKR  | 82,26 WYL PB |
| 2     | Jake Norris         | GBR  | 79,20 PB     |
| 3     | Ragnar Carlsson     | SWE  | 75,71 PB     |
| 4     | Dzmitry Baraukou    | BLR  | 74,59        |
| 5     | Mihaita Andrei Micu | ROU  | 72,84        |
| 6     | Patrik Lindstedt    | SWE  | 71,02        |
| 7     | Donát Varga         | HUN  | 70,49        |
| 8     | Dawit Ochigawa      | GEO  | 68,71 PB     |

#### Speerwurf
| Platz | Athlet               | Land | Weite (m) |
| ----- | -------------------- | ---- | --------- |
| 1     | Kristaps Jaunpujens  | LAT  | 77,01 PB  |
| 2     | Alexei Oleinic       | MDA  | 74,49     |
| 3     | Matīss Velps         | LAT  | 74,47     |
| 4     | Teura’itera’i Tupaia | FRA  | 71,74 PB  |
| 5     | Fabian Strehlau      | GER  | 71,46     |
| 6     | Jauheni Kazlau       | BLR  | 67,22     |
| 7     | Oleksij Lepel        | UKR  | 67,08     |
| 8     | Szymon Sadowski      | POL  | 66,74     |

#### Zehnkampf
| Platz | Athlet             | Land | Punkte  |
| ----- | ------------------ | ---- | ------- |
| 1     | Manuel Wagner      | GER  | 7382 PB |
| 2     | Jorg Vanlierde     | BEL  | 7311 PB |
| 3     | Leon Okafor        | AUT  | 7232 PB |
| 4     | Pol Vila           | ESP  | 7219 PB |
| 5     | Makenson Gletty    | FRA  | 6996    |
| 6     | Tom-Lucas Greiner  | GER  | 6956    |
| 7     | Edgaras Benkunskas | LTU  | 6907    |
| 8     | Raul Schlecht      | ESP  | 6849 SB |

### Mädchen

#### 100 m
| Platz | Athletin               | Land | Zeit (s) |
| ----- | ---------------------- | ---- | -------- |
| 1     | Keshia Kwadwo          | GER  | 11,76    |
| 2     | Gina Akpe-Moses        | IRL  | 11,80 PB |
| 3     | Klaudia Adamek         | POL  | 11,82    |
| 4     | Zaynab Dosso           | ITA  | 11,83    |
| 5     | Ingvild Meinseth       | NOR  | 11,86    |
| 6     | Mizgin Ay              | TUR  | 11,96    |
| 7     | Patrizia van der Weken | LUX  | 11,96 PB |
| 8     | Judith Goll            | SUI  | 12,05    |

#### 200 m
| Platz | Athletin          | Land | Zeit (s) |
| ----- | ----------------- | ---- | -------- |
| 1     | Marine Mignon     | FRA  | 23,35 PB |
| 2     | Alisha Rees       | GBR  | 23,70    |
| 3     | Nikola Bendová    | CZE  | 24,00    |
| 4     | Jaël Bestué       | ESP  | 24,13 PB |
| 5     | Lauries Bauwens   | BEL  | 24,18    |
| 6     | Gajane Tschilojan | ARM  | 24,30    |
| 7     | Mizgin Ay         | TUR  | 24,32    |
| 8     | Aurora Berton     | ITA  | 24,67    |

#### 400 m
| Platz | Athletin                | Land | Zeit (s) |
| ----- | ----------------------- | ---- | -------- |
| 1     | Andrea Miklós           | ROU  | 52,70 PB |
| 2     | Karolina Łozowska       | POL  | 54,56    |
| 3     | Josefine Tomine Eriksen | NOR  | 55,26    |
| 4     | Elise Lasser            | BEL  | 55,35    |
| 5     | Þórdís Eva Steinsdóttir | ISL  | 55,68    |
| 6     | Eva Santidrián          | ESP  | 56,08    |
| 7     | Veronica Vancardo       | SUI  | 56,09    |
| 8     | Aleksandra Niiranen     | FIN  | 56,51    |

#### 800 m
| Platz | Athletin          | Land | Zeit (min) |
| ----- | ----------------- | ---- | ---------- |
| 1     | Isabelle Boffey   | GBR  | 2:07,19    |
| 2     | Anna Burt         | GBR  | 2:08,54    |
| 3     | Gabriela Gajanová | SVK  | 2:09,43    |
| 4     | Liljana Georgiewa | BUL  | 2:09,76    |
| 5     | Adrianna Czapla   | POL  | 2:09,77    |
| 6     | Alina Schönherr   | GER  | 2:10,48    |
| 7     | Sivan Auerbach    | ISR  | 2:11,88    |
| 8     | Mia Helene Mørck  | DEN  | 2:11,91    |

#### 1500 m
| Platz | Athletin        | Land | Zeit (min) |
| ----- | --------------- | ---- | ---------- |
| 1     | Delia Sclabas   | SUI  | 4:22,51 PB |
| 2     | Sabrina Sinha   | GBR  | 4:23,10    |
| 3     | Erin Wallace    | GBR  | 4:28,17    |
| 4     | Martina Tozzi   | ITA  | 4:29,97 PB |
| 5     | Beata Topka     | POL  | 4:31,77    |
| 6     | Carla Gallardo  | ESP  | 4:33,26    |
| 7     | Mariana Machado | POR  | 4:35,54 PB |
| 8     | Águeda Marqués  | ESP  | 4:36,00    |

#### 3000 m
| Platz | Athletin          | Land | Zeit (min) |
| ----- | ----------------- | ---- | ---------- |
| 1     | Delia Sclabas     | SUI  | 9:23,44 PB |
| 2     | Stine Wangberg    | NOR  | 9:26,55 PB |
| 3     | Lucy Piggot       | GBR  | 9:28,15 PB |
| 4     | Emine Akbingöl    | TUR  | 9:43,13 PB |
| 5     | Kathleen Faes     | GBR  | 9:46,07    |
| 6     | Nadia Battocletti | ITA  | 9:49,53 PB |
| 7     | Frida Karlsson    | SWE  | 9:53,34    |
| 8     | Beata Topka       | POL  | 9:54,26    |

#### 100 m Hürden
| Platz | Athletin               | Land | Zeit (s)  |
| ----- | ---------------------- | ---- | --------- |
| 1     | Desola Oki             | ITA  | 13,30 =PB |
| 2     | Wiktoryja Sachartschuk | BLR  | 13,48 PB  |
| 3     | Molly Scott            | IRL  | 13,51     |
| 4     | Ida Eikeng             | NOR  | 13,65     |
| 5     | Amanda Hansson         | SWE  | 13,73     |
| 6     | Annika Niedermayer     | GER  | 13,80     |
| 7     | Sacha Alessandrini     | FRA  | 13,85     |
| 8     | Marisa Vaz Carvalho    | POR  | 14,74     |

#### 400 m Hürden
| Platz | Athletin         | Land | Zeit (s) |
| ----- | ---------------- | ---- | -------- |
| 1     | Viivi Lehikoinen | FIN  | 58,28    |
| 2     | Yasmin Giger     | SUI  | 58,39 PB |
| 3     | Sara Gallego     | ESP  | 58,73 PB |
| 4     | Iman Jean        | FRA  | 59,21 PB |
| 5     | Karoline Daland  | NOR  | 59,23 PB |
| 6     | Iulia Banaga     | ROU  | 59,71 PB |
| 7     | Natalia Wosztyl  | POL  | 60,69    |
| 8     | Neele Schuten    | GER  | 61,03    |

#### 2000 m Hindernis
| Platz | Athletin          | Land | Zeit (min)     |
| ----- | ----------------- | ---- | -------------- |
| 1     | Anna Mark Helwigh | DEN  | 6:34,52 WJL PB |
| 2     | Tíra Pavuk        | HUN  | 6:41,70        |
| 3     | Lora Ontl         | CRO  | 6:43,60 NYR    |
| 4     | Aino Kuljukka     | FIN  | 6:44,47 PB     |
| 5     | Mika Söderström   | SWE  | 6:49,51 PB     |
| 6     | Yonca Kutluk      | TUR  | 6:49,93 PB     |
| 7     | Aura Elena Blioju | ROU  | 6:52,37        |
| 8     | Astrid Snäll      | FIN  | 6:53,09        |

#### Sprint-Staffel (100 m – 200 m – 300 m – 400 m)
| Platz | Land       | Athletinnen                                                                        | Zeit (min) |
| ----- | ---------- | ---------------------------------------------------------------------------------- | ---------- |
| 1     | Frankreich | Cyréna Samba-Mayela Eloise De La Taille Marine Mignon Iman Jean                    | 2:08,48    |
| 2     | Polen      | Klaudia Adamek Alicja Potasznik Martyna Kotwiła Karolina Łozowska                  | 2:08,57    |
| 3     | Italien    | Camilla Maestrini Zaynab Dosso Valeria Simonelli Letizia Tiso                      | 2:08,99    |
| 4     | Belarus    | Aryna Kasatschka Wiktoryja Sachartschuk Kazjaryna Schywajewa Marharyta Katschanawa | 2:09,61    |
| 5     | Slowenien  | Iza Obal Tami Ščančar Tjaša Železnik Tija Ocvirk                                   | 2:10,64    |
| 6     | Ukraine    | Wiktorija Ratnikowa Iryna Martschak Anna Kudij Darja Wdowytschenko                 | 2:15,09    |
| 7     | Norwegen   | Ida Eikeng Ingvild Meinseth Karoline Daland Josefine Tomine Eriksen                | 2:15,96    |
| 8     | Schweiz    | Judith Goll Lynn Manting Veronica Vancardo Yasmin Giger                            | DNF        |

#### 5000 m Bahngehen
| Platz | Athletin           | Land | Zeit (min)      |
| ----- | ------------------ | ---- | --------------- |
| 1     | Meryem Bekmez      | TUR  | 22:50,22 WYL PB |
| 2     | Ayşe Tekdal        | TUR  | 22:58,17 PB     |
| 3     | Marina Peña        | ESP  | 23:05,90 PB     |
| 4     | Sophie Lewis Ward  | GBR  | 23:37,55 PB     |
| 5     | Julia Richter      | GER  | 23:50,79 PB     |
| 6     | Inês Reis          | POR  | 23:58,55 PB     |
| 7     | Kiriaki Filtisakou | GRE  | 24:21,57 PB     |
| 8     | Andra Elena Botez  | ROU  | 24:35,80 PB     |

#### Hochsprung
| Platz | Athletin            | Land | Höhe (m) |
| ----- | ------------------- | ---- | -------- |
| 1     | Maja Nilsson        | SWE  | 1,82 PB  |
| 2     | Urtė Baikštytė      | LTU  | 1,79     |
| 3     | Déspina Maltabé     | GRE  | 1,75     |
| 4     | Martyna Lewandowska | POL  | 1,75     |
| 5     | Monika Zavilinská   | SVK  | 1,75 =PB |
| 5     | Ada`ora Chigbo      | GBR  | 1,75     |
| 7     | Abby Ward           | GBR  | 1,75     |
| 8     | Sommer Lecky        | IRL  | 1,75     |

#### Stabhochsprung
| Platz | Athletin                  | Land | Höhe (m) |
| ----- | ------------------------- | ---- | -------- |
| 1     | Alina Strömberg           | FIN  | 4,15 =PB |
| 2     | Meritxell Benito          | ESP  | 4,05     |
| 3     | Amálie Švábíková          | CZE  | 4,05     |
| 4     | Saga Andersson            | FIN  | 3,95     |
| 5     | Alicia Raso               | ESP  | 3,85     |
| 6     | Jessica Robinson          | GBR  | 3,70     |
| 7     | Dovile-Michelle Scheutzow | GER  | 3,70     |
| 8     | Ariadni Adamopoulou       | GRE  | 3,70     |

#### Weitsprung
| Platz | Athletin            | Land | Weite (m) |
| ----- | ------------------- | ---- | --------- |
| 1     | Holly Mills         | GBR  | 6,19      |
| 2     | Maja Bedrač         | SLO  | 6,19      |
| 3     | Marisa Vaz Carvalho | POR  | 6,08      |
| 4     | Petra Farkas        | HUN  | 6,08      |
| 5     | Lovisa Karlsson     | SWE  | 6,06      |
| 6     | Saara Hakanen       | FIN  | 5,90      |
| 7     | Antonia Kohl        | GER  | 5,83      |
| 8     | Anastassija Kolotij | UKR  | 5,70      |

#### Dreisprung
| Platz | Athletin                 | Land | Weite (m) |
| ----- | ------------------------ | ---- | --------- |
| 1     | Georgiana Iuliana Aniței | ROU  | 13,19     |
| 2     | Eva Pepelnak             | SLO  | 13,03 PB  |
| 3     | Tene Cisse               | FRA  | 12,79     |
| 4     | Safiatou Faty            | FRA  | 12,77     |
| 5     | Mara Häusler             | GER  | 12,48     |
| 6     | Diana Ion                | ROU  | 12,47     |
| 7     | Saara Hakanen            | FIN  | 12,44     |
| 8     | Fatima Kone              | SWE  | 12,34     |

#### Kugelstoßen
| Platz | Athletin            | Land | Weite (m)    |
| ----- | ------------------- | ---- | ------------ |
| 1     | Alexandra Emilianov | MDA  | 18,50 WYL PB |
| 2     | Jule Steuer         | GER  | 17,97 PB     |
| 3     | Sydney Giampietro   | ITA  | 17,45        |
| 4     | Hanna Meinikmann    | GER  | 17,03        |
| 5     | Marija Tolj         | CRO  | 16,70 PB     |
| 6     | María Maggoúlia     | GRE  | 16,57        |
| 7     | Thea Jensen         | DEN  | 16,05        |
| 8     | Ewa Różańska        | POL  | 15,81        |

#### Diskuswurf
| Platz | Athletin            | Land | Weite (m)    |
| ----- | ------------------- | ---- | ------------ |
| 1     | Alexandra Emilianov | MDA  | 58,09 WYL PB |
| 2     | Amelie Döbler       | GER  | 50,14        |
| 3     | Helena Leveelahti   | FIN  | 49,34 SB     |
| 4     | Marija Tolj         | CRO  | 48,53        |
| 5     | Agnieszka Kulak     | POL  | 46,09        |
| 6     | Mediha Salkić       | BIH  | 45,56        |
| 7     | Alesia Sakalowitsch | BLR  | 43,65 SB     |
| 8     | Emma Peron          | ITA  | 43,58        |

#### Hammerwurf
| Platz | Athletin              | Land | Weite (m) |
| ----- | --------------------- | ---- | --------- |
| 1     | Kateřina Skypalová    | CZE  | 66,58 PB  |
| 2     | Tazzjana Ramanowitsch | BLR  | 66,16     |
| 3     | Kiira Väänänen        | FIN  | 66,00     |
| 4     | Patrycja Maciejewska  | POL  | 63,89     |
| 5     | Gema Marti            | ESP  | 62,95     |
| 6     | Juliette Ciofani      | FRA  | 62,57     |
| 7     | Ana Adela Stanciu     | ROU  | 61,13     |
| 8     | Ezgi Sayan            | TUR  | 60,61     |

#### Speerwurf
| Platz | Athletin              | Land | Weite (m)     |
| ----- | --------------------- | ---- | ------------- |
| 1     | Arianne Duarte Morais | NOR  | 60,89 WYL NYR |
| 2     | Carolina Visca        | ITA  | 59,10 SB      |
| 3     | Elina Kinnunen        | AUS  | 57,40 PB      |
| 4     | Oleksandra Zarytska   | UKR  | 56,90 PB      |
| 5     | Sara Zabarino         | ITA  | 56,58 PB      |
| 6     | Alina Schuch          | UKR  | 54,00         |
| 7     | Weronika Mieczkowska  | POL  | 52,00 PB      |
| 8     | Hanna Kalinouskaja    | BLR  | 50,63 PB      |

#### Siebenkampf
| Platz | Athletin        | Land | Punkte   |
| ----- | --------------- | ---- | -------- |
| 1     | Alina Schuch    | UKR  | 6186 WBP |
| 2     | Sarah Lagger    | AUT  | 6175 PB  |
| 3     | Niamh Emerson   | GBR  | 5919 PB  |
| 4     | Janika Baarck   | GER  | 5744 PB  |
| 5     | Jana Novotná    | CZE  | 5710 PB  |
| 6     | Johanna Siebler | GER  | 5597 PB  |
| 7     | Kate O’Conner   | IRL  | 5559 PB  |
| 8     | Ida Thunberg    | SWE  | 5556 PB  |

## Abkürzungen
- WR = Weltrekord
- WU20R = U20-Weltrekord
- OR = olympischer Rekord
- YOR = olympischer Jugendrekord
- AR = Kontinentalrekord
- AU20R = U20-Kontinentalrekord
- NR = nationaler Rekord
- NU20R = nationaler U20-Rekord
- CR = Meisterschaftsrekord
- MR = Veranstaltungsrekord
- WB = Weltbestleistung
- WU20B = U20-Weltbestleistung
- WU18B = U18-Weltbestleistung
- AB = Kontinentalbestleistung
- AU20B = U20-Kontinentalbestleistung
- AU18B = U18-Kontinentalbestleistung
- NB = nationale Bestleistung
- NU20B = nationale U20-Bestleistung
- NU18B = nationale U18-Bestleistung
- PB = persönliche Bestleistung
- SB = persönliche Saisonbestleistung
- QB = Qualifikationsbestleistung
- WL = Weltjahresbestleistung
- WU20L = U20-Weltjahresbestleistung
- WU18L = U18-Weltjahresbestleistung
- DSQ = disqualifiziert (engl. Disqualified)
- DNS = Wettkampf nicht angetreten (engl. Did Not Start)
- DNF = Wettkampf nicht beendet (engl. Did Not Finish)